# Cyber Security Task Force
Cyber Security Task Force (CSTF) — организация в Департаменте общественной безопасности и чрезвычайных ситуаций Канады.
CSTF выполняет функции по обеспечению компьютерной и интернет-безопасности в Канаде.
Джейн Биллингс, помощник заместителя министра, является текущей главой секретариата Cyber Security Task Force.